# Texcaltitán Xoteapan
Texcaltitán Xoteapan är en ort i Mexiko.   Den ligger i kommunen San Andrés Tuxtla och delstaten Veracruz, i den sydöstra delen av landet, 400 km öster om huvudstaden Mexico City. Texcaltitán Xoteapan ligger 219 meter över havet och antalet invånare är 2 167.
Terrängen runt Texcaltitán Xoteapan är kuperad norrut, men söderut är den platt. Runt Texcaltitán Xoteapan är det ganska tätbefolkat, med 111 invånare per kvadratkilometer. Närmaste större samhälle är San Andres Tuxtla, 4,2 km öster om Texcaltitán Xoteapan. Omgivningarna runt Texcaltitán Xoteapan är en mosaik av jordbruksmark och naturlig växtlighet.